# Festa da Luz
A Festa de Nossa Senhora da Luz, ou Festa da Luz, como é mais conhecida, é uma celebração religiosa realizada anualmente em Guarabira, na Paraíba, em homenagem à padroeira do município, Nossa Senhora da Luz. A festa, cujas origens remontam ao século XVIII (por volta de 1760), combina manifestações de fé — como novenas, missas e procissão — com programação cultural diversificada, incluindo shows com artistas nacionais, atraindo dezenas de milhares de pessoas.
Os festejos começam em Janeiro, com a novena que acontece todas os dias na Igreja Catedral de Nossa Senhora da Luz e termina em 02 de Fevereiro, com a realização de uma missa campal com procissão em seu encerramento. Paralelamente com os festejos religiosos, ocorre a parte profana da Festa, que é realizada tradicionalmente no final de Janeiro e dura até o dia 02 de Fevereiro; dia de Nossa Senhora da Luz. É considerada uma das maiores festas de padroeiro do interior do Nordeste, reconhecida como Patrimônio Cultural Imaterial da Paraíba e integrada ao Calendário Estadual de Eventos Turísticos.

## História
A devoção a Nossa Senhora da Luz foi trazida por imigrantes portugueses, especialmente José Rodrigues Gonçalves da Costa (o “Costa Beiriz”), que emigrou de Portugal após o terremoto de Lisboa de 1755, tendo instalado uma imagem da santa em sua capela de taipa em Guarabira por volta de 1760, quando se iniciaram as primeiras novenas e missas em sua honra.
A partir de 1820, a capela se transformou em paróquia, e em 1837 foi oficialmente criada a Paróquia de Nossa Senhora da Luz, marcando a elevação de Guarabira à categoria de vila. Em 1980, com a criação da Diocese de Guarabira, a paróquia foi elevada à Catedral, reforçando a importância religiosa da devoção à santa padroeira.

## Programação
Parte religiosa
A programação religiosa inicia-se no final de janeiro com novenas diárias na Catedral durante nove dias, concluindo-se em 2 de fevereiro (Dia da Apresentação do Senhor), com missa campal e procissão pelas ruas centrais de Guarabira. A tradição dessas celebrações é mantida desde os séculos XVIII e XIX, com forte apoio da Diocese local.
Parte profana
Paralelamente, há programação profana realizada no Parque de Eventos Poeta Ronaldo Cunha Lima, espaço inaugurado há cerca de dez anos. Ao longo de cinco noites, a festa secular conta com shows de música regional e nacional, palcos adicionais (como o "Palco Brega"), barracas de alimentação, área de camarotes e atrações culturais locais, onde estima-se que até 40 000 pessoas por noite participem do evento.

## Reconhecimentos e impacto

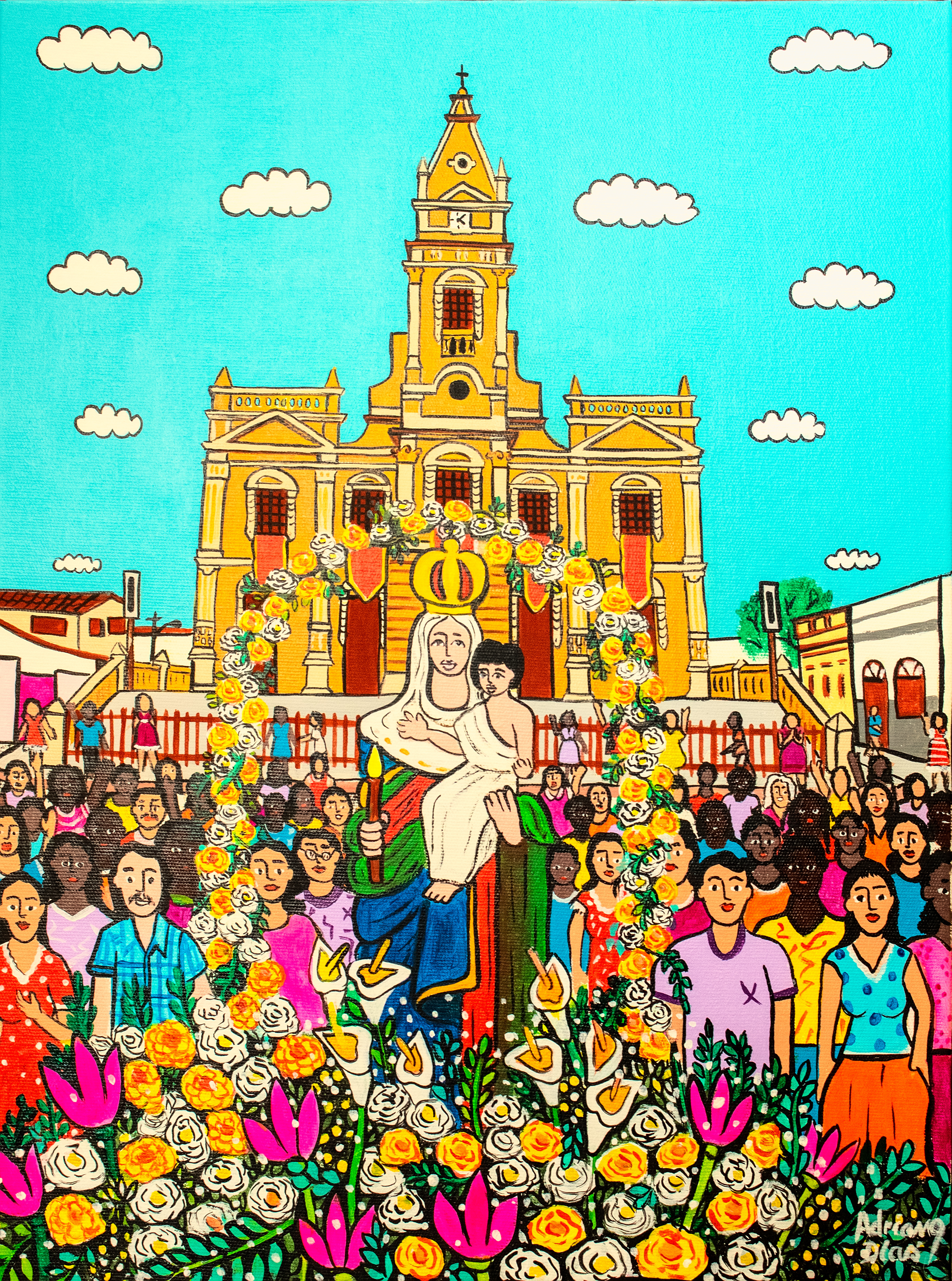
Tela "Procissão de Nossa Senhora da Luz"

A Festa da Luz é reconhecida como Patrimônio Cultural Imaterial do Estado da Paraíba desde 2012 (Lei Estadual 9.663) e integra o Calendário de Eventos Turísticos do Estado desde 2007 (Lei Estadual 8.200), destacando-se como a maior festa de padroeiro do interior da Paraíba e uma das maiores do Nordeste.
Na novena de Nossa Senhora da Luz de 2021, foi encomendada uma pintura que pudesse retratar com fidelidade o sentimento do povo guarabirense em relação à sua padroeira, para este trabalho, foi escolhido o artista Adriano Dias, pintor natural do município e importante representante da arte Naif no município, o qual representou por meio de sua arte o cotidiano das pessoas de maneira simples, a obra de Adriano denominada “Procissão de Nossa Senhora da Luz” evidencia a fé do povo, de maneira espontânea e criativa.
O evento é relevante tanto espiritual quanto economicamente: estimula o comércio, hotelaria e turismo regional, além de reforçar a identidade cultural de Guarabira e região, mesclando tradição religiosa e festividade popular com grande alcance social e midiático.